# سكوت جوميز
سكوت جوميز (بالإنجليزية: Scott Gomez)‏ هو لاعب هوكي الجليد أمريكي، ولد في 23 ديسمبر 1979 في أنكوريج في الولايات المتحدة.

## وصلات خارجية
- سكوت جوميز على موقع دوري الهوكي الوطني (الإنجليزية)
- سكوت جوميز على موقع قاعة مشاهير الهوكي (لاعب أن.إتش.أل) (الإنجليزية)
- سكوت جوميز على موقع EliteProspects.com (الإنجليزية)
- سكوت جوميز على موقع HockeyDB.com (الإنجليزية)
- سكوت جوميز على موقع Hockey-Reference.com (الإنجليزية)
- سكوت جوميز على موقع أوليمبيديا (الإنجليزية)
- سكوت جوميز على موقع قاعة ألاسكا للمشاهير الرياضية (الإنجليزية)